# St. Andreas (Attenhausen)

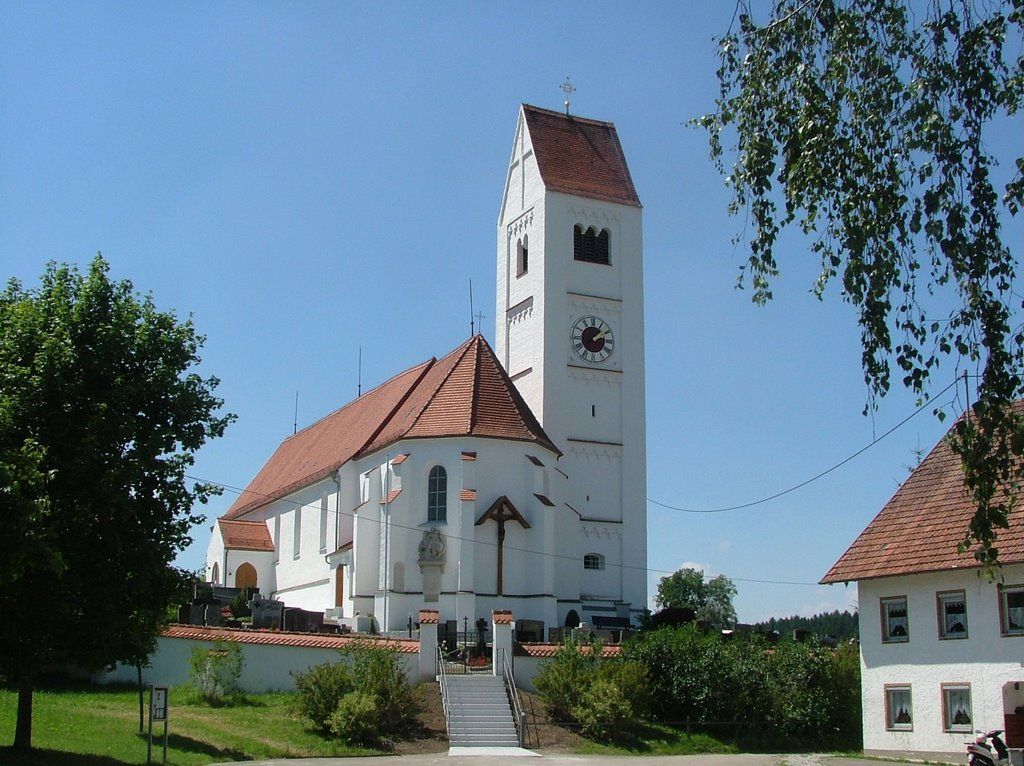
St. Andreas in Attenhausen

Die römisch-katholische Pfarrkirche St. Andreas befindet sich in Attenhausen, einem Ortsteil von Sontheim im bayerischen Landkreis Unterallgäu. Die Kirche steht unter Denkmalschutz.

## Geschichte
Die umfangreichsten Bestandteile der Kirche mit Turm, Äußerem des Chores, Kern des Langhauses inklusive Vorzeichen stammen wohl noch aus der zweiten Hälfte des 15. Jahrhunderts. In den Jahren 1720/30 fand ein Umbau des Chores statt. In dieser Zeit wurde auch dessen Innenausschmückung geändert. Eine Verlängerung des Langhauses um zwei weitere Fensterachsen in Richtung Westen erfolgte 1837/38. Erst im Jahr 1993 wurde eine Sakristei angebaut.

## Baubeschreibung

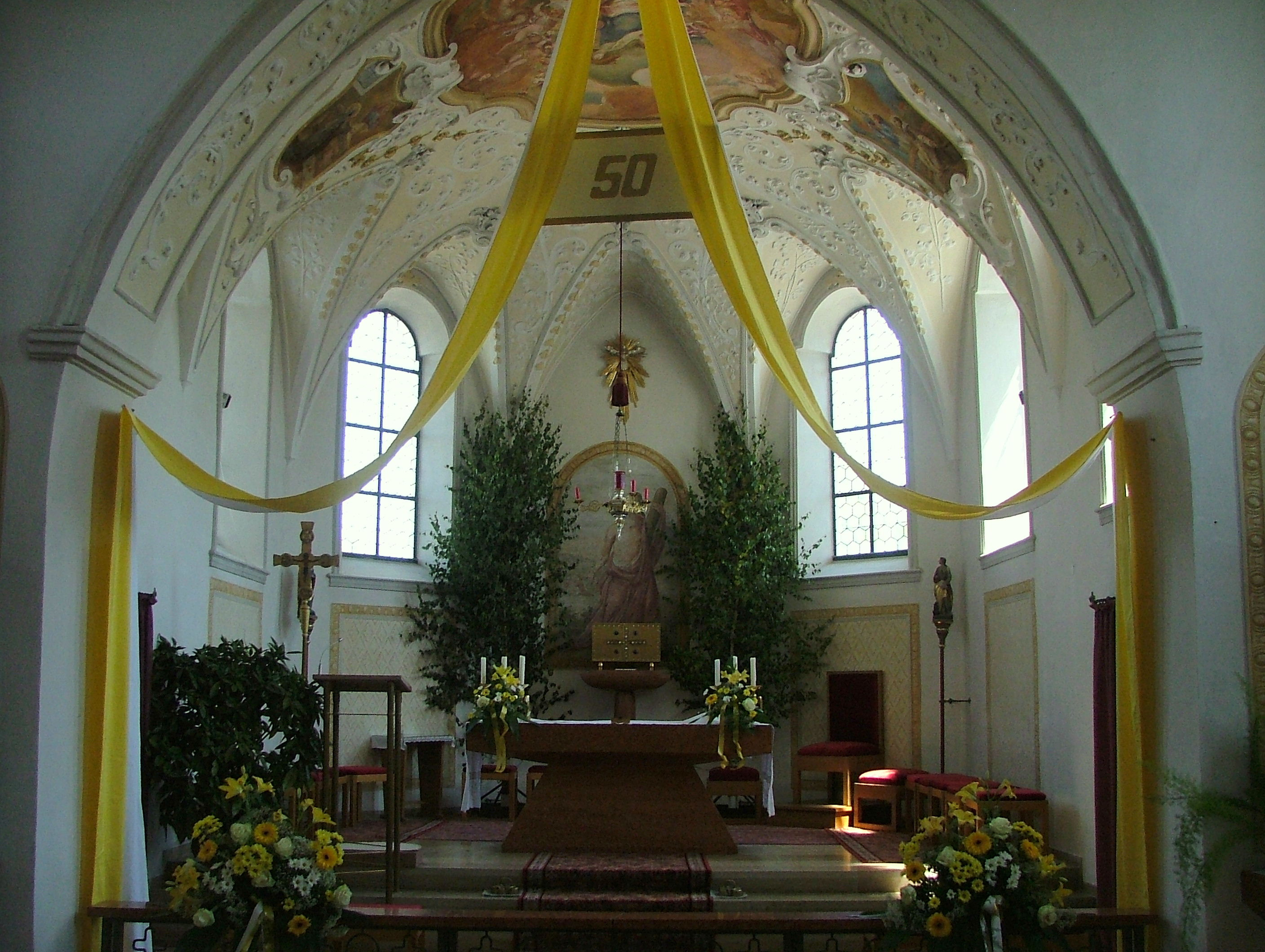
Innenansicht: Altarraum

Die Kirche besteht aus einem Langhaus mit Flachdecke. In diesem befinden sich seit der Verlängerung um 1800 nun sechs Fensterachsen, davor lediglich vier. An der Westseite befindet sich eine Empore, welche auf Holzsäulen ruht. Die ursprünglichen Fenster des alten Langhausabschnittes besitzen abgesetzte Rundbogen. Auf beiden Seiten unterhalb der Empore findet sich ein querovales Fenster. An das Langhaus schließt sich, durch einen runden Chorbogen, der eingezogene Chor mit 3/8-Schluss an. Im Chor befindet sich ein Tonnengewölbe mit Stichkappen. Dieses ruht auf Volutenkonsolen. Die Fenster des Chores besitzen, wie im Langhaus, abgesetzte Rundbogen. Strebepfeiler mit Wasserschlag befinden sich an der Außenfassade des Chores. Der nahezu quadratische Kirchturm befindet sich auf der Nordseite im Chorwinkel. Er ist durch Kleeblattbogenfriese in insgesamt fünf Geschosse geteilt und besitzt Eckvorlagen. Im Obergeschoss befinden sich nach Osten hin dreiteilige und nach Norden und Süden zweiteilige Klangarkaden. Gedeckt ist der Kirchturm, wie auch das Langhaus und das Vorzeichen, mit einem Satteldach. Die Sakristei ist im Untergeschoss des Kirchturmes untergebracht. In dieser ist ein Kreuzrippengewölbe ohne Schlussstein. Der Zugang zum Kirchturm erfolgt durch ein spitzbogiges Portel in der Nordwand des Chores. Auf der Südseite des Langhauses ist ein Vorzeichen angebaut. Dieses ist sowohl nach Süden wie auch nach Osten rundbogig geöffnet. Im Inneren des Vorzeichens befindet sich ein Kreuzrippengewölbe mit Scheibenschlussstein. In der Westwand im Vorzeichen ist eine Nische.

## Ausstattung
Die Altäre, die Kanzel sowie das Taufbecken der Kirche sind neugotisch. Der Stuck im Chorgewölbe stammt von 1720/1730 und ist in der Wessobrunner Art ausgeführt. Über dem Chorbogen befindet sich das Wappen des Abtes Honorat Goehl des Klosters Ottobeuren. Das schlichte Laiengestühl ist aus Nadelholz gefertigt und besitzt geschwungene Wangen. Es ist bezeichnet mit 18XK38. Die mit Blattvoluten geschnitzten Eichenholzwangen wurden vermutlich von einem vorherigen Gestühl aus dem zweiten Viertel des 18. Jahrhunderts übernommen.
In der Kirche befinden sich mehrere gefasste Holzfiguren. Aus der Zeit um 1720 stammt die Figur des Johannes des Täufers auf dem Deckel des Taufbeckens. Die Figuren der zwölf Apostel mit Paulus, Salvator und einer Darstellung der Maria wurden um 1750/1760 geschaffen. Die Figur der Maria wird mittlerweile als Magdalena bezeichnet und es wurde eine Kreuzigungsgruppe hinzugefügt. Aus dem 17. Jahrhundert stammt die Figur Ecce Homo im Vorzeichen.
Insgesamt fünf Prozessionsstangen befinden sich in der Kirche. Um 1720 stammt die Prozessionsstange mit dem Evangelisten Johannes, die Prozessionsstange mit einer Marienbüste stammt von 1760/70. Aus der ersten Hälfte des 19. Jahrhunderts stammen die Prozessionsstangen mit den Heiligen Michael, Sebastian und Andreas.
Eine Gedenktafel aus Solnhofener Plattenkalk für die Gefallenen und Vermissten der Jahre 1805 bis 1815 ist in der Kirche. Die Gedenktafel ist mit Reich Sth. bezeichnet.

### Deckengemälde
Die Deckengemälde im Chor wurden 1720/30 geschaffen. Das Hauptfeld zeigt im Chor eine Immaculata, welche von Engeln umgeben ist. Die vier Nebenfelder wurden 1890 erneuert. In diesen vier Nebenfeldern finden sich Darstellungen der drei christlichen Tugenden, von Maria und dem heiligen Dominikus, der heiligen Katharina von Siena sowie Putten. Eine Inschrift an der Ostseite des Chorbogens zeigt Renoviert 1948. Die Darstellung des Jüngsten Gerichtes an der Langhausdecke stammt von 1785. Die vier Kirchenväter sind den hochovalen Eckfeldern dargestellt. Die Eckfelder, wie auch das westliche Deckengemälde, schufen 1921 die Brüder Alois und Matthäus Haugg.